# Глухівці (зупинний пункт)
Глу́хівці — пасажирський залізничний зупинний пункт Козятинської дирекції Південно-Західної залізниці.
Розташований у селищі Глухівці Козятинського району Вінницької області на двоколійній електрифікованій змінним струмом лінії Козятин I — Бердичів між станціями Бердичів (13 км) та Козятин II (7 км).
Виникла ймовірно ще 1870 року як блокпост Глухівці. Має дві платформи берегового типу.